# Tallahatchie River
Der Tallahatchie River gehört zum Einzugsgebiet des Mississippi und entspringt im  Tippah County im Norden des US-Bundesstaates Mississippi. Der Name Tallahatchie [tæləˈhætʃɪ] stammt aus der Sprache der Choctaw und bedeutet so viel wie „Fels im Wasser“.
Der Tallahatchie River ist 370 km lang, von denen 160 schiffbar sind. An seinem Oberlauf, der zuweilen auch Little Tallahatchie River genannt wird, durchfließt er den Sardis Lake.
Der Fluss vereinigt sich in Greenwood im Leflore County mit dem Yalobusha River zum Yazoo River.
Am 31. August 1955 wurde in der Nähe von Money der Leichnam von Emmett Till, einem aus rassistischen Gründen ermordeten Afroamerikaner, im Tallahatchie River entdeckt. Die Ermordung des Jungen und die anschließende juristische Aufarbeitung, der Freispruch der Mörder durch eine ausschließlich mit Weißen besetzte Jury, löste große Proteste aus und gilt mit als einer der Auslöser für die folgende schwarze Bürgerrechtsbewegung in den USA. 
Der Fluss wurde 1967 weltweit durch den Storysong Ode to Billie Joe von Bobbie Gentry bekannt. 